# Космос-264
Спутник Космос-264  являлся спутником оптической разведки (тип "Зенит-4М") в интересах Министерства обороны СССР с установленной дополнительно аппаратурой для наблюдений неба в гамма диапазоне энергий (>100 МэВ). Спутник был запущен на орбиту 23 января 1969 года и сошел с орбиты через 12 дней.

## Научные инструменты
Основным инструментом научной части спутника был гамма-телескоп из двух сцинтилляционных и одного направленного черенковкого счетчиков со свинцовым конвертером. Прибор калибровался на мюонах космических лучей на уровне моря и на электронах с энергией 100 МэВ-1.5 ГэВ. Эффективная площадь прибора ~90 кв.см, поле зрения 35 градусов, расчетный геометрический фактор (grasp)- 22 кв.см стер. Прибор был однотипным с установленным на спутнике Космос-251. Измерения прибора записывались на бортовое запоминающее устройство и передавались на Землю по телеметрии (Волобуев и др. 1971, ЖЭТФ, 13, 28 )

## Основные результаты
- Измерение поверхностной яркости космического гамма фона (верхний предел) в диапазоне энергий >100 МэВ: <4.1⋅10−4 фот/(кв.см сек стер) (Волобуев, Гальпер и др. Известия АН СССР, сер.физ. 34, 2259 (1970))

## Другие научные эксперименты на спутниках серии Космос
- Космос-208
- Космос-251
- Космос-428
- Космос-461